# Alcis arisema
Alcis arisema là một loài bướm đêm trong họ Geometridae.